# Премия имени И. Е. Забелина
Премия имени И. Е. Забелина — награда Российской академии наук, присуждаемая «за большой вклад в исследование проблем археологии». Учреждена в 1994 году, с 1995 года присуждалась каждые пять лет, начиная с 2000 года — каждые три года. Названа в честь русского археолога и историка, одного из основателей Государственного исторического музея Ивана Егоровича Забелина.

## Лауреаты премии
- 1995 — академик В. В. Седов — за серию монографий «Происхождение и ранняя история славян», «Очерки по археологии славян»
- 2000 — доктор исторических наук А. Е. Леонтьев — за монографию «Археология мери. К предыстории Северо-Восточной Руси»
- 2003 — доктор исторических наук А. Н. Сорокин — за монографию «Мезолит Жиздринского полесья. Проблемы источниковедения мезолита Восточной Европы»
- 2006 — доктор исторических наук А. Ю. Алексеев — за монографию «Хронография Европейской Скифии VII—IV веков до н. э.»
- 2009 — член-корреспондент РАН Л. А. Беляев, доктора исторических наук Н. А. Кренке и С. З. Чернов — за коллективную монографию «Культура средневековой Москвы: Исторические ландшафты» (в трех томах)
- 2012 — доктора исторических наук Е. Г. Дэвлет и М. А. Дэвлет — за монографию «Мифы в камне: Мир наскального искусства России»
- 2015 — член-корреспондент РАН Е. Н. Носов, кандидат исторических наук В. М. Горюнова и А. В. Плохов — за коллективную монографию «Городище под Новгородом и поселения Северного Приильменья (Новые материалы и исследования)»
- 2018 — доктор исторических наук А. И. Айбабин и кандидат исторических наук Э. А. Хайрединова — за коллективную монографию «Крымские готы страны Дори (середина III—VII в.)»
- 2021 — доктор исторических наук Д. Г. Савинов — за цикл работ, посвященных изучению проблем культурогенеза Евразийских степей от эпохи бронзы до монгольского времени.